# Safia Aimaq
Safia Aimaq es una política afgana. Se desempeñó entre 2019 y 2021 como diputada de la Wolesi Jirga.

## Biografía
Nació en la provincia de Badgis. Residió en Kabul y se hallaba casada.
Fue integrante de la Comisión Nacional de Economía.
En 2019 fue electa diputada de la Wolesi Jirga en representación de la provincia de Badgis, por el período iniciado en abril de ese año y que culminó de facto con la toma del poder por parte de los talibanes el 15 de agosto de 2021.